# 格林伍德 (阿肯色州)
格林伍德（英語：Greenwood）是一個位於美國阿肯色州錫巴斯琴縣的城市。根據2020年美國人口普查，該地人口為9,516人，而該地的面積約為28.43平方千米。同時該地也是錫巴斯琴縣的縣治。

## 地理
格林伍德的座標為35°12′56″N 94°15′12″W / 35.21556°N 94.25333°W，而該地的平均海拔高度為160米（即525英尺）。